# Hedaoxiang (ort i Kina, Shaanxi, lat 34,36, long 108,28)
Hedaoxiang (kinesiska: 河道乡) är en ort i Kina. Den ligger i provinsen Shaanxi, i den nordvästra delen av landet, omkring 57 kilometer väster om provinshuvudstaden Xi'an. Antalet invånare är 26 243. Befolkningen består av 12 757 kvinnor och 13 486 män. Barn under 15 år utgör 18,0 %, vuxna 15-64 år 74 %, och äldre över 65 år 7,0 %.
Runt Hedaoxiang är det mycket tätbefolkat, med 1 266 invånare per kvadratkilometer. Närmaste större samhälle är Wugong, 12,9 km sydväst om Hedaoxiang. Trakten runt Hedaoxiang består till största delen av jordbruksmark.
Genomsnittlig årsnederbörd är 668 millimeter. Den regnigaste månaden är september, med i genomsnitt 143 mm nederbörd, och den torraste är december, med 1 mm nederbörd.